# Cremastus idahoensis
Cremastus idahoensis är en stekelart som beskrevs av Dasch 1979. Cremastus idahoensis ingår i släktet Cremastus och familjen brokparasitsteklar. Inga underarter finns listade i Catalogue of Life.